# Grå lapp
En grå lapp var en typ av meddelande som Statens Informationsstyrelse, via Tidningarnas Telegrambyrå, skickade till pressen under andra världskriget med råd och anvisningar om vad myndigheten ansåg var lämpligt eller olämpligt att offentliggöra.:54
Med den grå lappen anmodades massmedia att inte rapportera om vissa företeelser som av politiska och/eller militära skäl inte fick komma till allmänhetens kännedom.
Under kriget sändes sammanlagt 260 grå lappar ut. De var inte avsedda för publicering och innehöll hemliga, kortfattade meddelanden som uppgav fakta som inte borde offentliggöras i pressen. Det handlade om folkhushållning, försvars- och flyktingfrågor, inrikespolitiska ämnen, utrikeshandel, Sveriges förhållande till främmande makt och relationer mellan andra stater.